# Obelisk

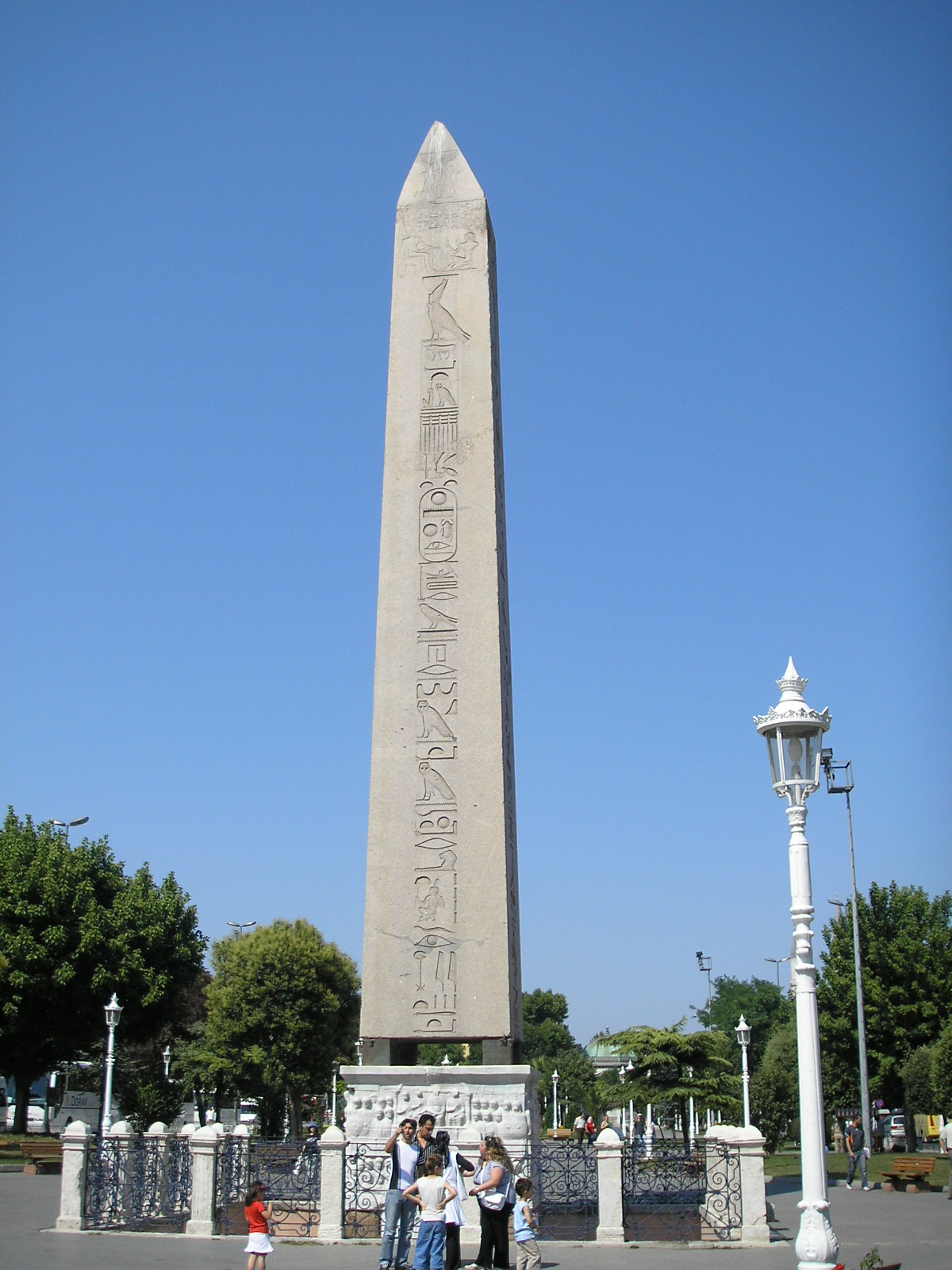
Egyptský obelisk v Konstantinopoli

Obelisk (z řec.  ὀβελίσκος, zdrobnělina z ὀβελός – jehlice apod.) je památník v podobě samostatně stojícího sloupu, rozšířený zejména ve starověkém Egyptě. Klasicky má podobu štíhlého monolitu tvaru čtyřbokého komolého jehlanu, usazeného na čtyřboký podstavec a ukončený nízkým jehlanem, tzv. pyramidiem. Sloupové pomníky jiného tvaru se nazývají stéla.

## Historie
Ve starověkém Egyptě, odkud obelisk pochází, byl poměr jeho šířky k výšce obvykle 1:10 a pyramidion bývalo pozlacené. Obelisk byl z jednoho kusu žuly, často pokryt reliéfy či popsán hieroglyfy. Obelisky se stavěly na ozdobený podstavec v párech před pylonem, monumentálním vchodem do chrámu, a měly znázorňovat sluneční paprsky. Sluneční chrám, který nechal postavit Veserkaf, obahoval strukturu podobnou obelisku. Nejstarší zachovaný obelisk Senusreta I. v Heliopoli je téměř 21 m vysoký a pochází z doby kolem 1950 př. n. l.
Řekové obelisky velice obdivovali a římští i byzantští císařové je často odváželi a stavěli na náměstích svých měst. Proto je dnes v Římě víc egyptských obelisků než v samém Egyptě. Od 16. století se začaly obelisky napodobovat v Evropě, i když v menších rozměrech, a od poloviny 19. století jsou velké obelisky většinou zděné, s vnitřním prostorem nebo i výtahem a vyhlídkovou plošinou na vrcholu.

## Technologie

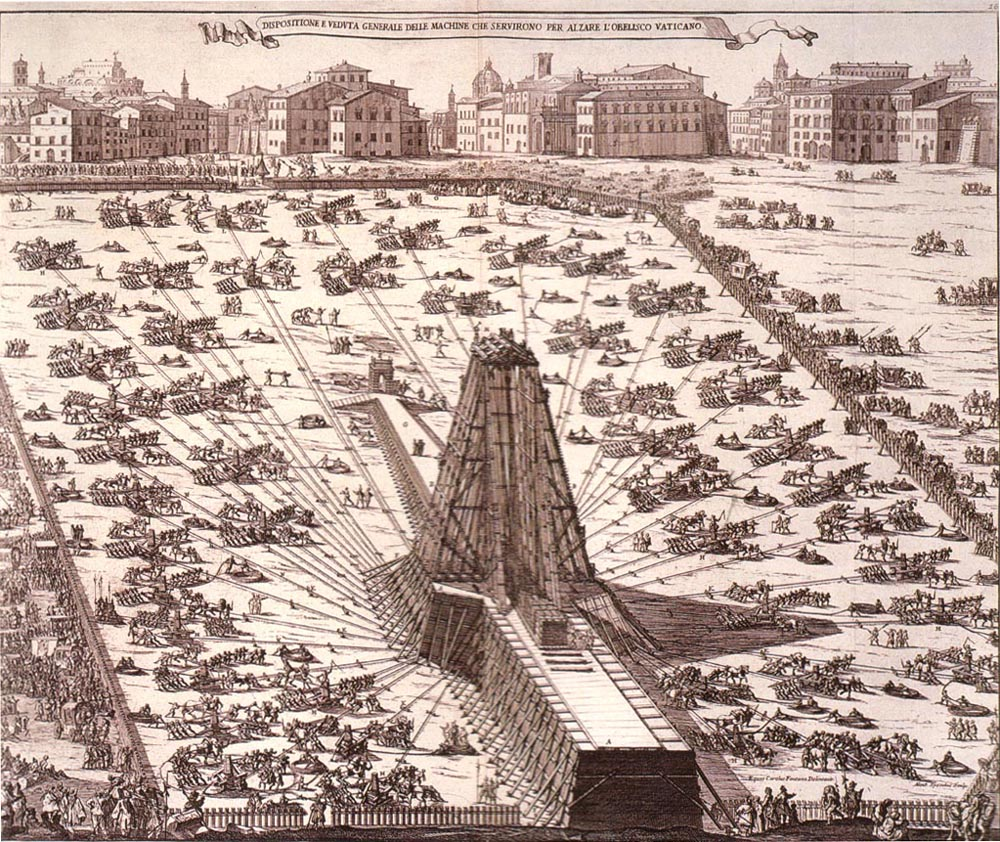
Vztyčování obelisku v Římě roku 1586

Obelisk se v lomu oddělil dlouhými rýhami, odloupl od podloží a naložil na loď, která jej dopravila na místo určení. Teprve tam býval načisto opracován a vyzdoben. Velké egyptské obelisky váží přes 300 tun a jejich doprava i vztyčení představovaly velký problém. Podle moderních pokusů se po zemi dopravovaly na dřevěných saních po dřevěných kládách, loď pro přepravu po Nilu musela být široká jako délka obelisku a dvakrát delší. Američtí archeologové roku 1999 zkusili takto dopravovat 25tunový obelisk a potřebovali k tomu asi 150 lidí, kteří kámen za den posunuli o několik metrů. Vztyčování se snad dělalo pomocí ze tří stran obezděného písečného náspu, kam se kámen vytáhl a pak se písek pomalu odkopával, až kámen dosáhl sklon asi 75 stupňů. Při tom se musel brzdit lany, aby nesklouzl příliš prudce. Konečné vztyčení se dělo pomocí lan.
Stěhování a vztyčování lateránského obelisku, který byl nalezen v zemi, proběhlo roku 1586 v Římě podle projektu architekta D. Fontany, který je podrobně popsal. Stěhování na místo trvalo 16 dní za účasti téměř 1000 mužů, 140 koní a 47 jeřábů. Pro vztyčování postavil Fontana dlouhou rampu a speciální jeřáb s kladkostroji.

## Známé obelisky

### Egyptské
- Obelisk Senusereta I. (20,7 m) v Luxoru, kde je ještě 5 dalších.
- Obelisk Ramsese II. (23 m), od roku 1831 na Place de la Concorde v Paříži.
- Lateránský obelisk Thutmose III. z Karnaku (32 m, s podstavcem 45 m), od roku 356 v Římě, znovu vztyčen a obnoven roku 1586.
- Vatikánský obelisk na náměstí sv. Petra (25,5 m, s podstavcem a křížem 41 m), od roku 37 v Římě, sem přemístěn 1586.
- Obelisk Setiho I. (24 m, s podstavcem 35,5 m) na Piazza del Popolo v Římě.
- Dogalijský obelisk v Římě.
- Obelisk Thutmose III. na bývalém hippodromu v Konstantinopoli.
- "Kleopatřina jehla" (21 m), rovněž obelisk Thutmose III., od roku 1877 na Viktoriině nábřeží v Londýně. Jeho párový protějšek stojí od roku 1880 v Central Parku v New Yorku.

### Etiopské
- Velká stéla Aksúmský obelisk v Axumu v Etiopii ze 4. století (33 m), kterou se patrně nikdy nepodařilo vztyčit.

### Novověké
- Pyramida ve Vincenneském lesíku v Paříži z roku 1731.
- Obelisk jako maják v Mamheadu v JZ Anglii (30 m) z roku 1742.
- Wellingtonův pomník v Dublinu (62 m), zděný z roku 1854.
- Bunker Hill Monument v Charlestownu, Massachusetts, zděný z roku 1843
- Washingtonův pomník ve Washingtonu (169 m), zděný z roku 1884.
- Pomník Jeffersona Davise v Kentucky (107 m), betonový z roku 1924.
- Trylon and Perisphere z roku 1939 v New Yorku, betonový jehlan u koule o průměru 55 m sahal do výšky 190 m.
- Národní pomník v Jakartě, 132 m, z roku 1975.
- Věž Čučche v Pchjongjangu, vysoká 170 m, zděná z roku 1982.

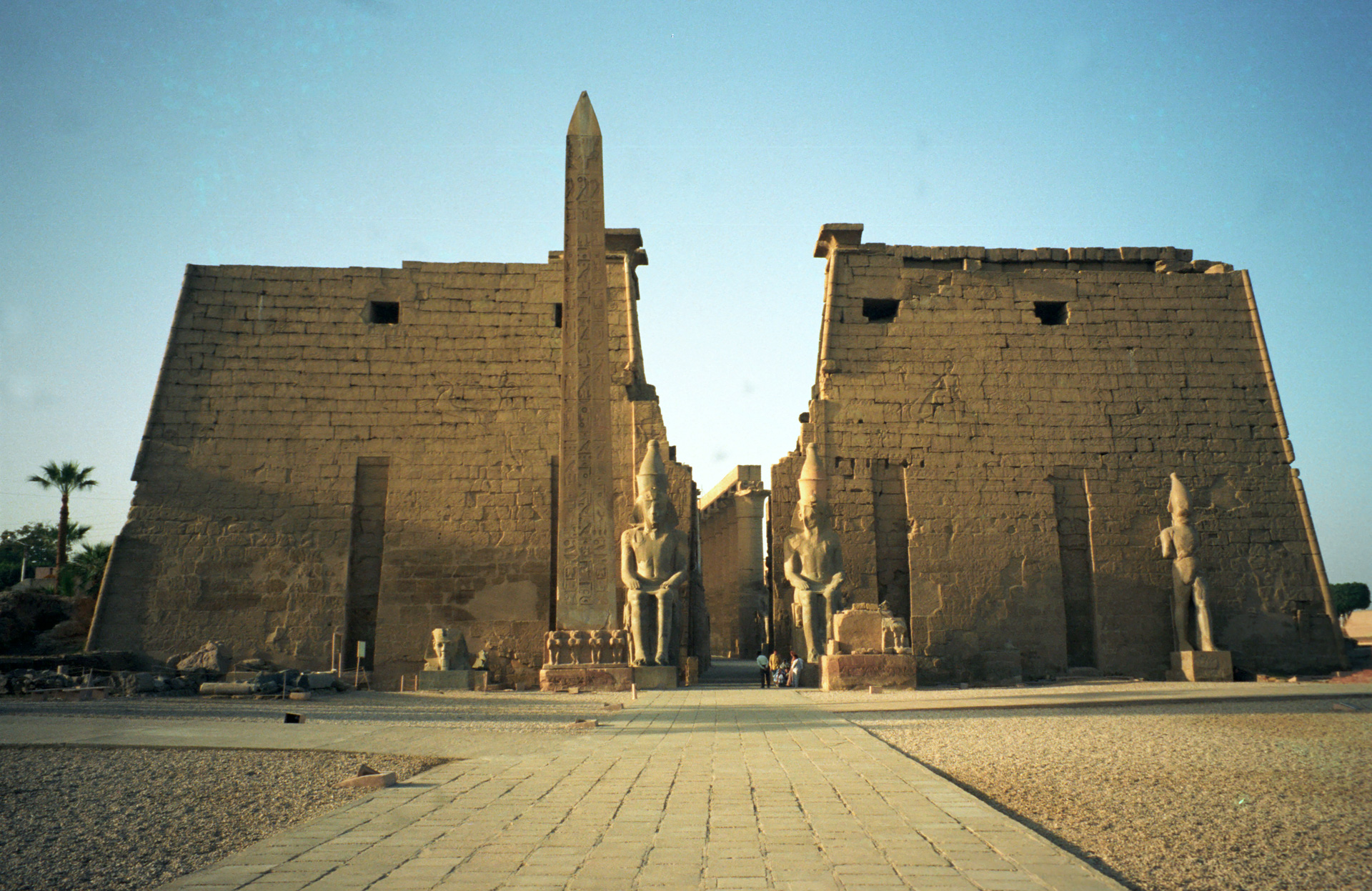
Vstup do chrámu v Luxoru. Protější obelisk je v Paříži.
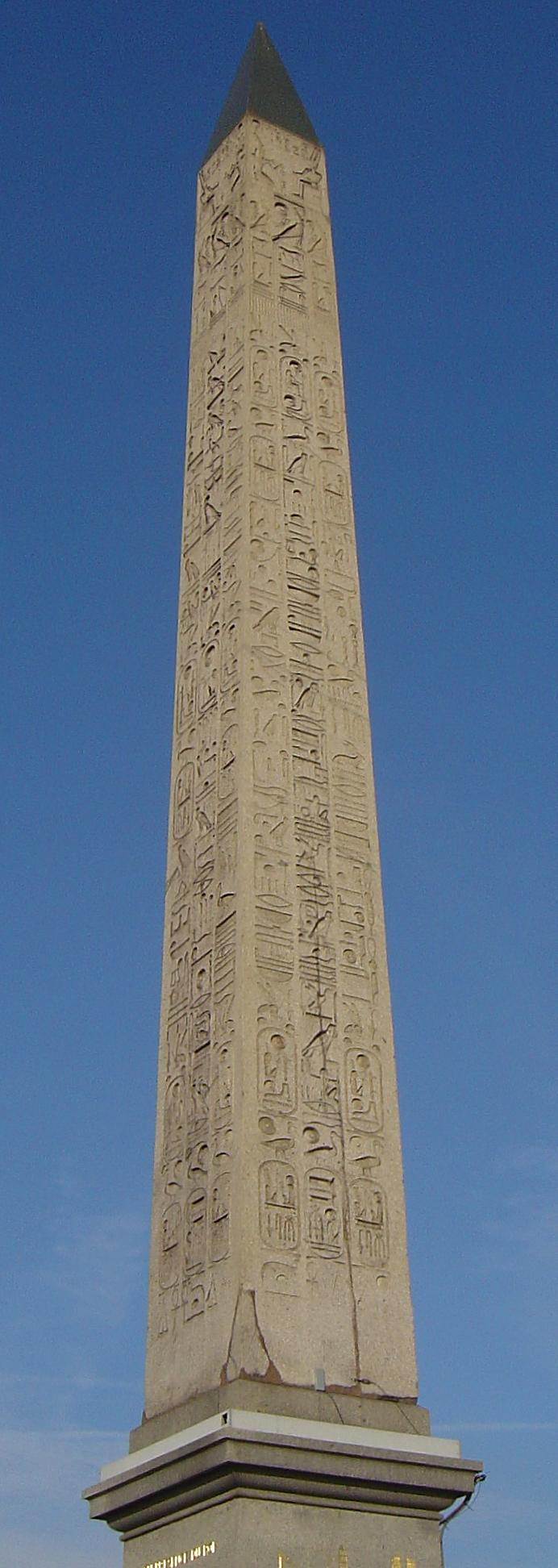
Obelisk na Place de la Concorde v Paříži
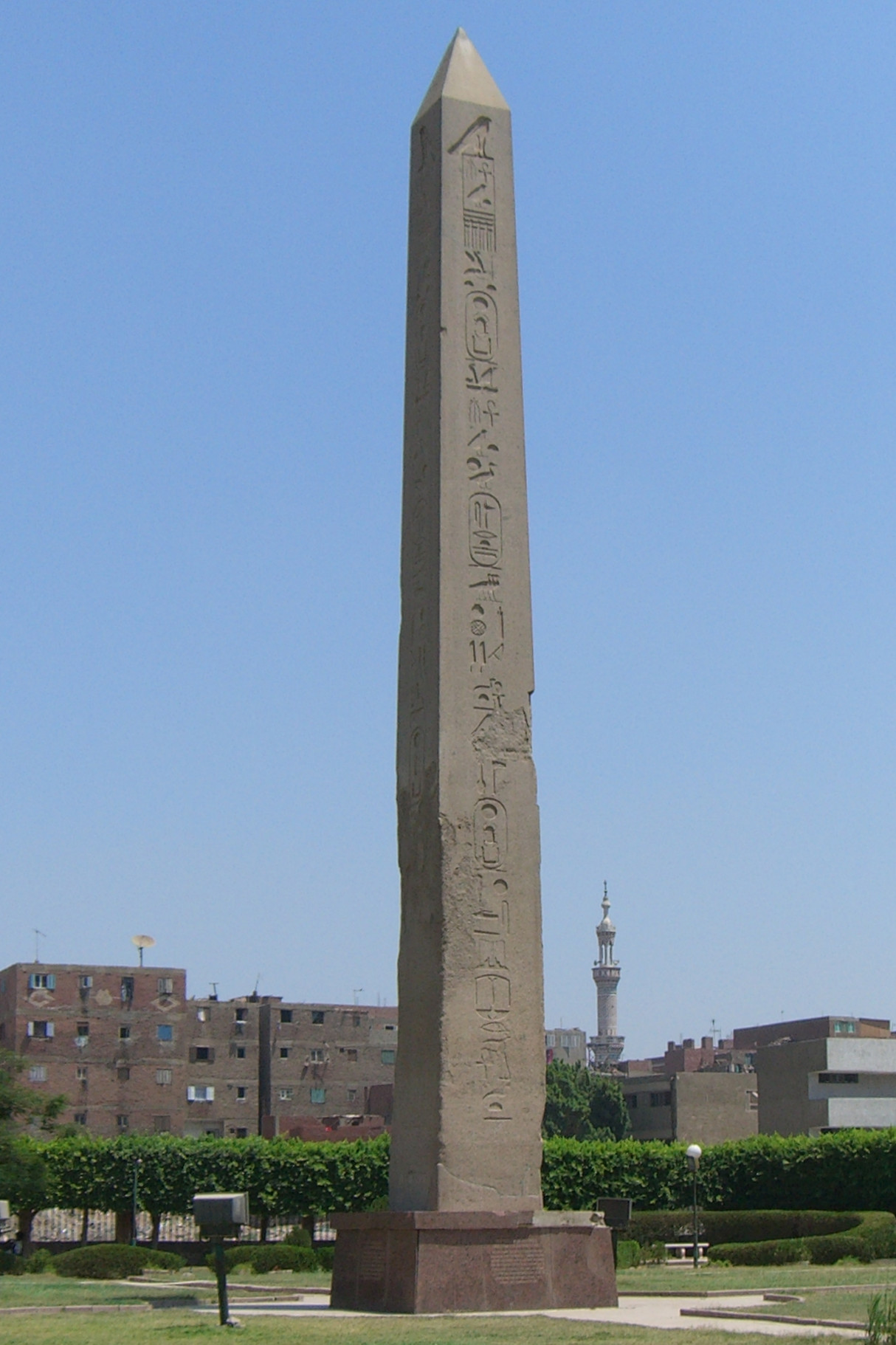
Obelisk Senusreta I. v Káhiře.
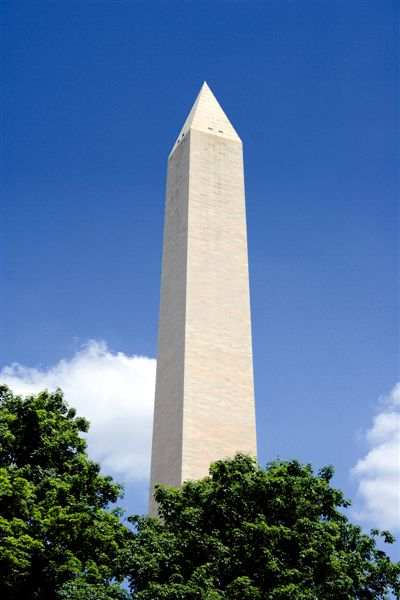
Washingtonův pomník ve Washingtonu, DC

## V českých zemích

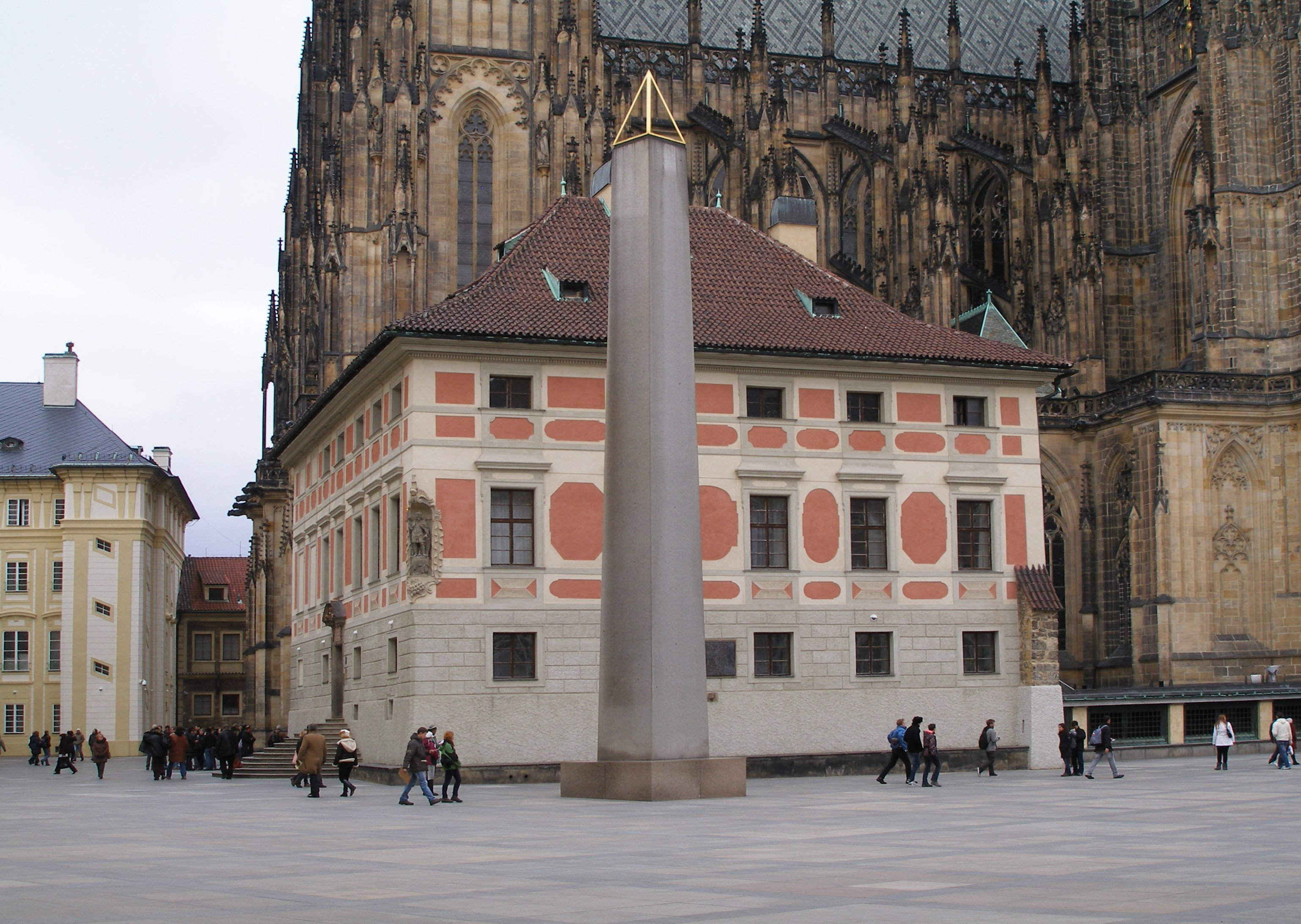
Obelisk na Pražském hradě

Barokních i empírových obelisků menších rozměrů je v českých zemích celá řada. Patrně nejstarší jsou pomníky Viléma Slavaty a Jaroslava Bořity z Martinic v zahradě Na Valech na Pražském hradě, novější obelisky jsou například ve Valticích, v Denisových sadech v Brně, na zámku Kynžvart nebo v Hořicích. Patrně nejznámější je ale 18,3 m vysoké torzo žulového obelisku na III. hradním nádvoří Pražského hradu. Dal jej postavit první československý prezident T. G. Masaryk v roce 1928 ku příležitosti 10. výročí vzniku Československa za pomoci svého hradního architekta Josipa Plečnika.